# Radasta
Radasta ist ein weiblicher litauischer Vorname.

## Personen
- Vaiva Radasta Vėbraitė-Vėbra (1954–2008),  litauische Bildungspolitikerin, Vizeministerin